# Lowell Fulson
Lowell Fulson (Atoka, Oklahoma, 31 maart 1921 – Long Beach, Californië, 7 maart 1999), om contractuele redenen ook bekend als Lowell Fullsom of Lowell Fulsom, was een Amerikaanse rhythm-and-bluesgitarist en -componist in de westcoastbluestraditie. Na T-Bone Walker wordt Fulson als de belangrijkste exponent van deze stroming beschouwd.

## Loopbaan
Fulson begon zijn carrière op achttienjarige leeftijd toen hij naar Ada verhuisde en zich gedurende enkele maanden in 1940 aansloot bij Alger "Texas" Alexander. Later trok hij naar Californië, waar hij een band vormde waar zich kort daarna een jonge Ray Charles en tenorsaxofonist Stanley Turrentine bij aansloten.
Fulson is vooral bekend van 3 O'Clock Blues, Every Day I Have the Blues (geschreven door Memphis Slim), Lonesome Christmas, Reconsider Baby (ook opgenomen door Elvis Presley (1960), Eric Clapton (1994) en Joe Bonamassa). Tramp, dat hij samen met  Jimmy McCracklin schreef, werd later succesvol opgenomen als duet door Otis Redding en Carla Thomas. Ook ZZ Top, Alex Chilton en Tav Falco namen het nummer op.

### Singles
| Jaar | Titel                       | Label              |
| ---- | --------------------------- | ------------------ |
| 1948 | Three O'Clock Blues         | Down Town          |
| 1949 | Come Back Baby              | Downbeat           |
| 1950 | Everyday I Have the Blues   | Swing Time Records |
| 1950 | Blue Shadows                | Swing Time Records |
| 1950 | Lonesome Christmas (I & II) | Swing Time Records |
| 1950 | Low Society Blues           | Swing Time Records |
| 1951 | I'm a Night Owl (I & II)    | Swing Time Records |
| 1954 | Reconsider Baby             | Checker Records    |
| 1955 | Loving You                  | Checker Records    |
| 1965 | Black Nights                | Kent Records       |
| 1967 | Tramp                       | Kent Records       |
| 1967 | Make a Little Love          | Kent Records       |
| 1967 | I'm a Drifter               | Kent Records       |
| 1976 | Do You Love Me              | Granite Records    |

### Albums
| Jaar | Titel                                                                    | Label                |
| ---- | ------------------------------------------------------------------------ | -------------------- |
| 1959 | Back Home Blues                                                          | Night Train          |
| 1966 | Soul                                                                     | Kent                 |
| 1967 | Tramp                                                                    | Kent                 |
| 1969 | Now                                                                      | Kent                 |
| 1969 | In a Heavy Bag                                                           | Jewel Records        |
| 1970 | Hung Down Head                                                           | Chess Records        |
| 1971 | Let's Go Get Stoned                                                      | Kent                 |
| 1973 | I've Got the Blues                                                       | Jewel                |
| 1975 | Lowell Fulson (Early Recordings)                                         | Arhoolie Records     |
| 1975 | Ol' Blues Singer                                                         | Granite              |
| 1976 | Lowell Fulson                                                            | Chess                |
| 1984 | Everyday I Have the Blues                                                | Night Train          |
| 1984 | One More Blues                                                           | Black & Blue Records |
| 1988 | San Francisco Blues                                                      | Black Lion Records   |
| 1988 | It's a Good Day                                                          | Rounder Records      |
| 1992 | Hold On                                                                  | Bullseye Blues       |
| 1995 | Sinner's Prayer                                                          | Night Train          |
| 1995 | Them Update Blues                                                        | Bullseye Blues       |
| 1996 | Mean Old Lonesome Blues                                                  | Night Train          |
| 1997 | The Complete Chess Masters (50th Anniversary Collection)                 | Chess Records        |
| 2001 | I've Got the Blues (... and Then Some) (complete Jewel recordings)       | Westside UK          |
| 2002 | The Complete Kent Recordings 1964–1968                                   | P-Vine Records       |
| 2004 | 1946–1953, Vols. 1–4 (complete Big Town, Downbeat/Swing Time recordings) | JSP Records          |

- Biblioteca Nacional de España: XX1315922
- Bibliothèque nationale de France: cb138942141 (data)
- Gemeinsame Normdatei: 134625676
- International Standard Name Identifier: 0000 0000 5933 4196
- Library of Congress Control Number: n92097738
- MusicBrainz: df9483e8-e037-450e-bcc4-6e9c280a4f73
- Nationale Bibliotheek van Tsjechië: xx0082279
- Nationale Bibliotheek van Israël: 987007328152905171
- Nederlandse Thesaurus van Auteursnamen: 097814261
- Système universitaire de documentation: 244095965
- Virtual International Authority File: 196132
- WorldCat: E39PBJy8vM3WYJqrffvXBjJbh3